# Jean d'Omalius d'Halloy

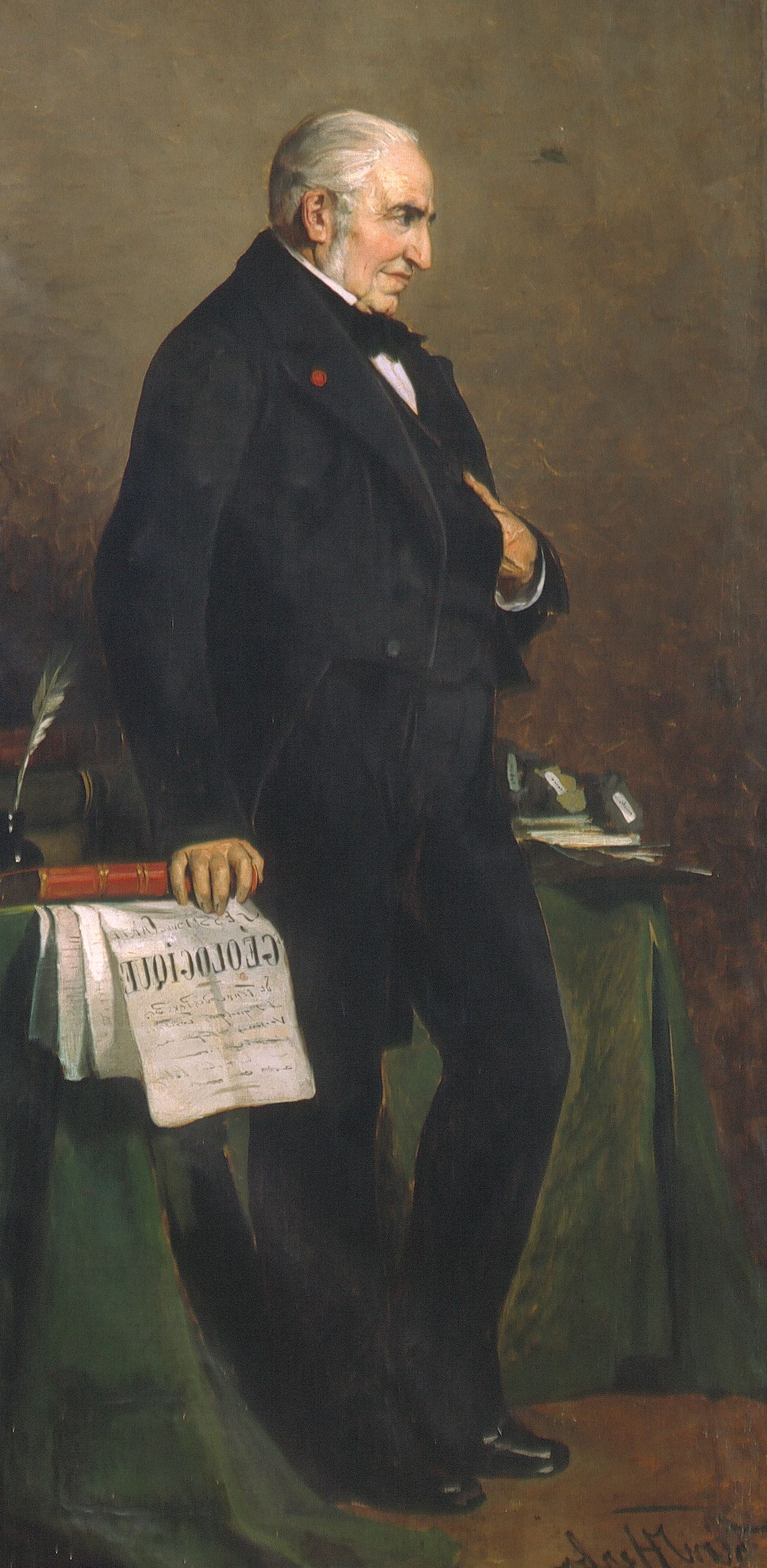

Jean-Baptiste Julien d'Omalius d'Halloy (Luik, 16 februari 1783 - Brussel, 15 januari 1875) was een Belgisch politicus, geoloog, etnoloog, paleontoloog en stratigraaf. D'Omalius d'Halloy was een van de pioniers op het gebied van de moderne geologie. Hij onderzocht de stratigrafie en geologie van België en Frankrijk en definieerde een aantal belangrijke stratigrafische begrippen, waaronder het Krijt.

## Biografie
D'Omalius was de enige zoon van Jean-Bernard d'Omalius en Sophie de Thier de Skeuvre. Hij trouwde met Marie-Thérèse Desmanet de Biesme. De volksvertegenwoordigers Pierre-Charles Desmanet de Biesme en Edmond de Selys Longchamps waren respectievelijk zijn schoonbroer en schoonzoon. Hij behoorde tot een 'blasonerende' familie, waarvan zelfs een paar leden in de adel werden opgenomen in 1773, maar noch Jean-Bernard, noch Jean-Baptiste vroegen na 1815 adelserkenning aan.
De familie D'Omalius d'Halloy was een oude familie afkomstig uit Omal bij Borgworm, waarvan verschillende leden bekendheid verworven hadden met juridische of historische publicaties. Het gezin van Jean-Bernard was tot aanzienlijke welstand gekomen en woonde 's winters in Luik en 's zomers in haar buitenverblijf in Halloy bij Ciney.
Al op jonge leeftijd was D'Omalius d'Halloy geïnteresseerd in het onderzoek van de natuur. Als telg van een welgestelde familie, en door de ambities die zijn ouders voor hem hadden, was hij financieel in staat in Parijs te studeren. In 1801, 1803 en 1805 reisde hij naar Parijs waar hij aan de Jardin des Plantes lezingen volgde van vooraanstaande geleerden als René Just Haüy, Antoine de Fourcroy, Bernard de Lacépède, Jean-Baptiste de Lamarck en Georges Cuvier. Als hij terugreisde van Parijs naar Luik onderzocht hij onderweg de ligging van gesteentelagen in België en Noord-Frankrijk. Later nam hij deel aan expedities die de geologie van Frankrijk in kaart brachten.
D'Omalius d'Halloys ouders waren minder te spreken over zijn expedities en spoorden hem aan een carrière in de politiek te volgen. In 1807 werd hij burgemeester van Skeuvre, van 1811 tot 1814 was hij burgemeester van Braibant, van 1815 tot 1830 was hij mede wegens zijn kennis van het Nederlands gouverneur van de toen nog Nederlandse provincie Namen. In 1848 werd hij verkozen tot katholiek senator voor het arrondissement Dinant. Hij vervulde dit mandaat tot aan zijn dood. Van 1851 tot 1869 was hij ondervoorzitter van de Senaat.
Vanwege zijn politieke bezigheden kon hij op latere leeftijd minder tijd vrijmaken voor zijn natuuronderzoek. Hij bleef echter tot op hoge leeftijd ook bezig met onderzoekingen. Een expeditie op 91-jarige leeftijd was mede oorzaak van een verzwakking die tot zijn dood leidde.

## Wetenschappelijk werk
D'Omalius d'Halloy bracht gedurende zijn studie de stratigrafie van het Carboon in de Ardennen en het Tertiair en Krijt van het Bekken van Parijs in kaart. Van het laatste tijdperk was hij de naamgever. In 1808 publiceerde hij zijn bevindingen onder de titel Essai sur la geologie du Nord de la France.
D'Omalius d'Halloys onderzoek speelde een belangrijke rol bij het opzetten van een commissie die de geologie van heel Frankrijk in kaart moest brengen. Zelf maakte hij tot 1813 talloze tochten door Frankrijk en Noord-Italië. Hij maakte in 1817 een geologische kaart voor delen van Noord-Frankrijk, die in 1822 gepubliceerd werd. Deze zou dienen als basis voor de eerste geologische kaart van Frankrijk van Armand Dufrénoy en Léonce Élie de Beaumont.
Hij was ook etnoloog, hij publiceerde theorieën over menselijke rassen. Hoewel hij een gelovig man was, geloofde D'Omalius d'Halloy in transformisme; de veranderlijkheid van soorten. Zijn ideeën hierover nam hij over van Lamarck.
Als vooraanstaand geleerde was D'Omalius d'Halloy lid van diverse commissies en genootschappen, waaronder de Koninklijke Nederlandse Akademie van Wetenschappen, de Belgische Koninklijke Academie van Wetenschappen en Schone Kunsten en de Société géologique de France.
De Franse mineraloog Pierre Berthier noemde het mineraal halloysiet naar hem.
- Bibsys: 14068055
- Biblioteca Nacional de España: XX1385433
- Bibliothèque nationale de France: cb15372734j (data)
- Biografisch Portaal: 07929072
- Catàleg d'autoritats de noms i títols de Catalunya: 981058520875006706
- CiNii: DA11026538
- Digitale Bibliotheek voor de Nederlandse Letteren: omal002
- Gemeinsame Normdatei: 117594628
- International Standard Name Identifier: 0000 0001 1069 4323
- Library of Congress Control Number: n88068317
- Nationale Bibliotheek van Letland: 000161639
- Nederlandse Thesaurus van Auteursnamen: 072878363
- Parlement.com: vg9fgopqc5za
- Réseau des bibliothèques de Suisse occidentale: 02-A003656030
- Istituto Centrale per il Catalogo Unico: UFIV127523
- SNAC: w6961237
- Système universitaire de documentation: 080161537
- Virtual International Authority File: 69278057
- WorldCat: E39PBJmTtTFThXg8HX8dbRHgrq